# Арабкир (футбольный клуб)
Футбольный клуб «Арабки́р» (арм. Ֆուտբոլային Ակումբ „Արաբկիր“ Երևան) — армянский футбольный клуб из города Ереван, основанный в 1977 году.

## Прежние названия
- 1977—1992: «Арабкир»
- 1992—1995: «КанАЗ»
- 1995—1997: «Арабкир»

## История
В 1979 и 1980 годах «Арабкир» играл во второй лиге чемпионата СССР. В 1979 году занял 22-е место из 24-х в 4-й зоне, в 1980 году — 3-е место из 16 в 9-й зоне.
Команда участвовала в первых трёх чемпионатах высшей лиги подряд с момента образования чемпионата Армении под названием «КанАЗ» (по названию Канакерского алюминиевого завода, позже преобразованного в «Русал Арменал»). В первый сезон заняла общее 11-е место, тем самым сохранив место в следующем сезоне. По итогам чемпионата 1993 «КанАЗ» занял 10-е место. Этот результат останется лучшим в истории команды. Годом позже команда с провалом, заняв последнее место в турнирной таблице, опускается в Первую лигу. Однако пребывание в стане слабых соперников длилось недолго, и в сезоне 1995/96 команда с малыми золотыми медалями возвращается в элиту. На этот раз сказка продлилась всего сезон, в котором клуб занял 10-е место из 12-ти и во второй раз понизился в уровне. Но команду ждала иная участь. После завершения чемпионата «Арабкир» был расформирован и в чемпионате больше не участвовал.

## Достижения
- СССР

Чемпион Армянской ССР (1)1978
Обладатель Кубка Армянской ССР (1)1978
- Армения

Чемпион Первой лиги (2)1995, 1995/96

## Главные тренеры клуба
- Самвел Касабоглян (1989)
- Ашот Оганян (1992—1993)
- Ашот Оганян (1996—1997)